# У опасности два лица
«У опасности два лица» (англ. Danger Has Two Faces, иер. трад. 皇家大賊, упр. 皇家大贼, кант.-рус.: Вон ка тай чхак) — гонконгский криминальный боевик 1985 года производства студии братьев Шао режиссёра и сценариста Алекса Чёна (Чжан Гомина). Главные роли исполнили Лён Каянь, Чю Кон, Кэрол Гордон и Лиу Лайлин.

## Сюжет
Много лет назад инспектор полиции Кам Чикинь случайно застрелил невинного человека и принял решение сложить с себя полномочия. Позже он стал наёмным убийцей, которому платит Дядя Хун, чтобы на получаемые деньги вырастить сына; при этом в обычной жизни Чикинь — владелец зоомагазина. Его лучший друг, инспектор Бобби Чау Фукчхён, недавно вернулся из Англии и теперь работает под руководством Лау Чёксана. Бобби расследует свежую серию убийств, совершённых Чикинем. Позже, когда коллегу Бобби, сержанта Сама, убивают, он постепенно приходит к выводу, что за всеми этими убийствами стоит его начальник Лау. Вскоре Лау убивает одного из своих подчинённых Маня, ошибочно полагая, что тот его раскрыл. Дядя Хун передаёт Чикиню последнее дело — ликвидировать лучшего друга Бобби, но берёт в заложники его сына, чтобы наёмник гарантированно выполнил задание. Чикинь имитирует убийство Бобби, после чего они вдвоём противостоят Лау Чёксану и всем, кто с ними связан.

## В ролях
| Актёр        | Роль                        |
| ------------ | --------------------------- |
| Лён Каянь    | Кам Чикинь                  |
| Чю Кон       | начальник Лау Чёксан        |
| Кэрол Гордон | Дженни                      |
| Лиу Лайлин   | девушка Маня                |
| Крис Филлипс | инспектор Бобби Чау Фукчхён |
| Чён Минмань  | Мань                        |
| Кирк Вон     | сержант Сам                 |
| Памела Пак   | клиент зоомагазина          |

## Кассовые сборы
Кинотеатральный прокат фильма в Гонконге стартовал 31 мая 1985 года и продлился четырнадцать дней. За это время сборы фильма достигли 4 128 000 HK$.

## Критика
Кинокритик Борис Хохлов с сайта Hong Kong Cinema невысоко оценивает фильм. Он пишет, что в целом картина представляется как «мрачный серьёзный криминальный триллер», но при этом в первой половине фильма присутствует «совершенно китчевая» и «эксцентричная комедия», в чём кроется, с точки зрения критика, серьёзное противоречие. Кроме того, по словам Хохлова, среди недостатков и «неровный» сценарий, что выражается в проработке персонажа Бобби Чау. В то же время кинокритик описывает немногочисленные сцены экшена как «довольно жёсткие и кровавые».